# Copa Sul-Minas
A Copa Sul-Minas foi uma competição do futebol brasileiro. Era um torneio classificatório para a Copa dos Campeões. 
Foi o torneio sucessor da Copa Sul, que incluía apenas times dos estados do Sul. 
Em 2016, foi criada a Primeira Liga, que em sua edição inaugural recebeu a alcunha de "Copa Sul-Minas-Rio", podendo ser considerado um Torneio Sucessor da Copa Sul-Minas. Entretanto, a Primeira Liga não é um torneio reconhecido pela CBF. Disputada em 2016 e 2017, a Primeira Liga amparava-se no inciso I do art. 217 da Constituição Federal e na legislação desportiva federal, gozando de autonomia quanto à organização e funcionamento. Porém, tendo a CBF como parâmetro, a competição deve ser tida como amistosa.

## Títulos

### Por equipe
| Clube               | Títulos         | Vices    | 3º Lugar        | 4º Lugar        |
| ------------------- | --------------- | -------- | --------------- | --------------- |
| Cruzeiro            | 2 (2001 e 2002) | 1 (2000) | 0               | 0               |
| América             | 1 (2000)        | 0        | 0               | 0               |
| Atlético Paranaense | 0               | 1 (2002) | 0               | 1 (2000)        |
| Coritiba            | 0               | 1 (2001) | 0               | 0               |
| Atlético Mineiro    | 0               | 0        | 2 (2001 e 2002) | 0               |
| Paraná              | 0               | 0        | 1 (2000)        | 0               |
| Grêmio              | 0               | 0        | 0               | 2 (2001 e 2002) |

### Por federação
| Estado            | Títulos | Vices | 3º Lugar | 4º Lugar |
| ----------------- | ------- | ----- | -------- | -------- |
| Minas Gerais      | 3       | 1     | 2        | 0        |
| Paraná            | 0       | 2     | 1        | 1        |
| Rio Grande do Sul | 0       | 0     | 0        | 2        |
| Santa Catarina    | 0       | 0     | 0        | 0        |

## Estatísticas

### Artilheiros
| Ano  | Artilheiro | Time                | Gols |
| ---- | ---------- | ------------------- | ---- |
| 2000 | Kléber     | Atlético Paranaense | 6    |
| 2001 | Guilherme  | Atlético Mineiro    | 8    |
| 2002 | Liédson    | Coritiba            | 14   |